# HD 118991
HD 118991 (eller HR 5141) är en dubbelstjärna i den mellersta delen av stjärnbilden Kentauren som också har Bayer-beteckningen Q Centauri. Den har en kombinerad skenbar magnitud av ca 4,99 och är mycket svagt synlig för blotta ögat där ljusföroreningar ej förekommer. Baserat på parallaxmätning inom Hipparcosuppdraget på ca 12,0 mas, beräknas den befinna sig på ett avstånd på ca 270 ljusår (ca 83 parsek) från solen. Den rör sig bort från solen med en heliocentrisk radialhastighet på ca 10 km/s.

## Egenskaper
Primärstjärnan HD 118991 A är en blå till vit stjärna i huvudserien av spektralklass B8 Vn. Den har en radie som är ca 2,4 solradier och har ca 84 gånger solens utstrålning av energi från dess fotosfär vid en effektiv temperatur av ca 10 400 K.
Följeslagare HD 118991 B ligger med en vinkelseparation av 5,5 bågsekunder från primärstjärnan och är en vit stjärna i huvudserien av spektraltyp A med en skenbar magnitud av +7,1.